# Douglas XT3D
Douglas XT3D – amerykański samolot torpedowo-bombowy zaprojektowany na początku lat 30. XX wieku w zakładach Douglas Aircraft Company na zamówienie United States Navy (USN) jako potencjalny następca Martin T4M/Great Lakes TG. Zbudowano tylko jeden egzemplarz samolotu, który został poddany testom z różnymi jednostkami napędowymi ale nie został wybrany do produkcji seryjnej. Samoloty Martin T4M/Great Lakes TG pozostały w aktywnej służbie do 1936, kiedy to zostały zastąpione samolotem Douglas TBD Devastator częściowo bazującym na doświadczeniach zdobytych w trakcie testowania Douglasa XT3D.

## Historia
W 1930 podstawowym pokładowym samolotem torpedowo-bombowym USN był zaprojektowany w 1927 Martin T4M/Great Lakes TG. W latach 1929/30 Bureau of Aeronautics (BuAer) zamówiło szereg prototypów mających zastąpić ten samolot, powstały wówczas takie konstrukcje jak Martin XT6M czy Douglas XT3D.
Po zbudowaniu samolotu w zakładach Douglasa w Santa Monica został on wysłany do Naval Air Station Anacostia w Anacostii, gdzie dotarł 19 września 1931. XT3D-1 został poddany testom pomiędzy 14 października 1931 a 8 kwietnia 1932. Według raportu Board of Inspection and Survey (BIS) samolot nie miał zadowalających osiągów, co było spowodowane małą mocą silnika i złą aerodynamiką obudowy silnika i kadłuba oraz brakiem owiewek podwozia. XT3D-1 został zwrócony producentowi.
Nowa wersja samolotu uzyskała oznaczenie XT3D-2, przeprowadzono w niej szereg modyfikacji mających poprawić osiągi. XT3D-2 otrzymał silnik o większej mocy, 14-cylindrowy Pratt & Whitney XR-1830-54 (800 KM) z lepiej wyprofilowaną obudową, przedni kokpit otrzymał pełną osłonę, kokpit pilota i tylnego strzelca zostały przykryte dużą, pojedynczą osłoną, a koła osłonięto opływowymi owiewkami. Tak zmodyfikowany samolot został przesłany do Anacostii w lutym 1933, ale w tym czasie USN była już bardziej zainteresowana bombowcami nurkującymi niż samolotami torpedowymi i nie przeprowadzono pełnych testów BIS. Niepełne testy wykazały, że poprawiła się maksymalna prędkość samolotu (153 mil na godzinę, 246 km/h) i maksymalny zasięg (778 mil, 1252 km), ale wyrażono wątpliwości co do wytrzymałości struktury samolotu do operacji z lotniskowca, stwierdzono także ciągłe kłopoty z silnikiem.
Zdecydowano, że osiągi XT3D-2 nie były na tyle lepsze od osiągów używanych wówczas samolotów Martin T4M/Great Lakes TG aby wprowadzić go do produkcji seryjnej. W 1936 samolot był użyty do testowania silnika XR-1830-58. Ostatni lot XT3D-2 odbył się 22 kwietnia 1941, dwa tygodnia później, 5 maja, samolot został skreślony z listy prototypów.
Doświadczenie uzyskane z konstrukcji i testowania samolotu producent wykorzystał w czasie prac nad kolejnym samolotem torpedowym Douglas TBD Devastator.

## Konstrukcja

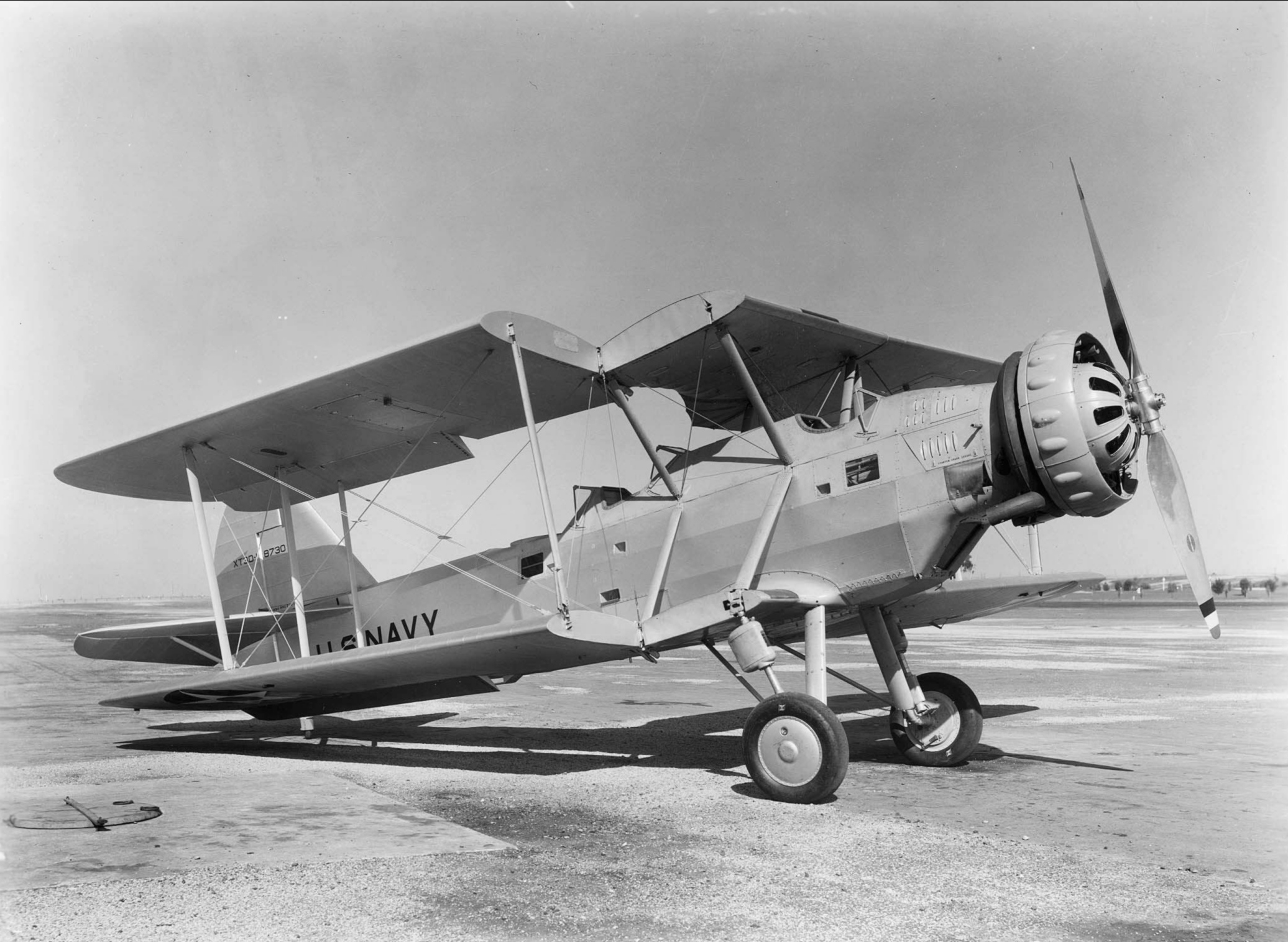
Douglas XT3D-1 z jednym skrzydłem złożonym

Douglas XT3D-1 był dwupłatem ze stałym podwoziem, płozą ogonową i hakiem ogonowym. Samolot miał metalową konstrukcję kadłuba i skrzydeł (skrzydła mogły być złożone wzdłuż kadłuba do przechowywania w hangarze lotniskowca) krytą płótnem, w pierwszej wersji napęd zapewniał mu 9-cylindrowy silnik Pratt & Whitney R-1690-B, w drugiej wersji napęd stanowił 14-cylindrowy silnik gwiazdowy Pratt & Whitney R-1830-54 o mocy 800 KM, w obydwu wersjach z dwupłatowym śmigłem o stałym skoku.
Skrzydła samolotu mierzyły 50 stóp rozpiętości, jego długość wynosiła 35 stóp i pięć cali, wysokość 13 stóp i trzy cale (15,24 x 10,79 x 4,03 m), powierzchnia skrzydeł wynosiła 624 stopy kwadratowe (57,97 m²). Masa własna wynosiła 4237 funtów, a maksymalna masa startowa - 7857 funtów (odpowiednio: 1922 i 3564 kg). Prędkość maksymalna wynosiła 128 mil na godzinę (206 km/h), zasięg bojowy do 555 mil (893 km), pułap maksymalny wynosił 14000 stóp (4265 m).
Trzyosobowa załoga (pilot, bombardier/strzelec, strzelec) siedziała w trzech otwartych kokpitach. Bombardier/strzelec zajmował przedni kokpit umieszczony przed skrzydłem, na podłodze kadłuba miał niewielkie okno służące do celowania bomb, obsługiwał także nieruchowy, strzelający do przodu pojedynczy karabin maszynowy. Otwarta kabina pilota umieszczona była tuż przed krawędzią spływu górnego skrzydła. Tylny strzelec znajdował się w kokpicie umieszczonym za skrzydłem i obsługiwał pojedynczy, ruchomy karabin maszynowy. Oprócz dwóch karabinów maszynowych, samolot mógł przenosić jedną torpedę o masie do 1835 funtów (832 kg) lub do 1000 funtów (450 kg) bomb.
Samolot nosił fabryczny numer seryjny 927 oraz nadany mu przez BuAer number identyfikacyjny A8730.

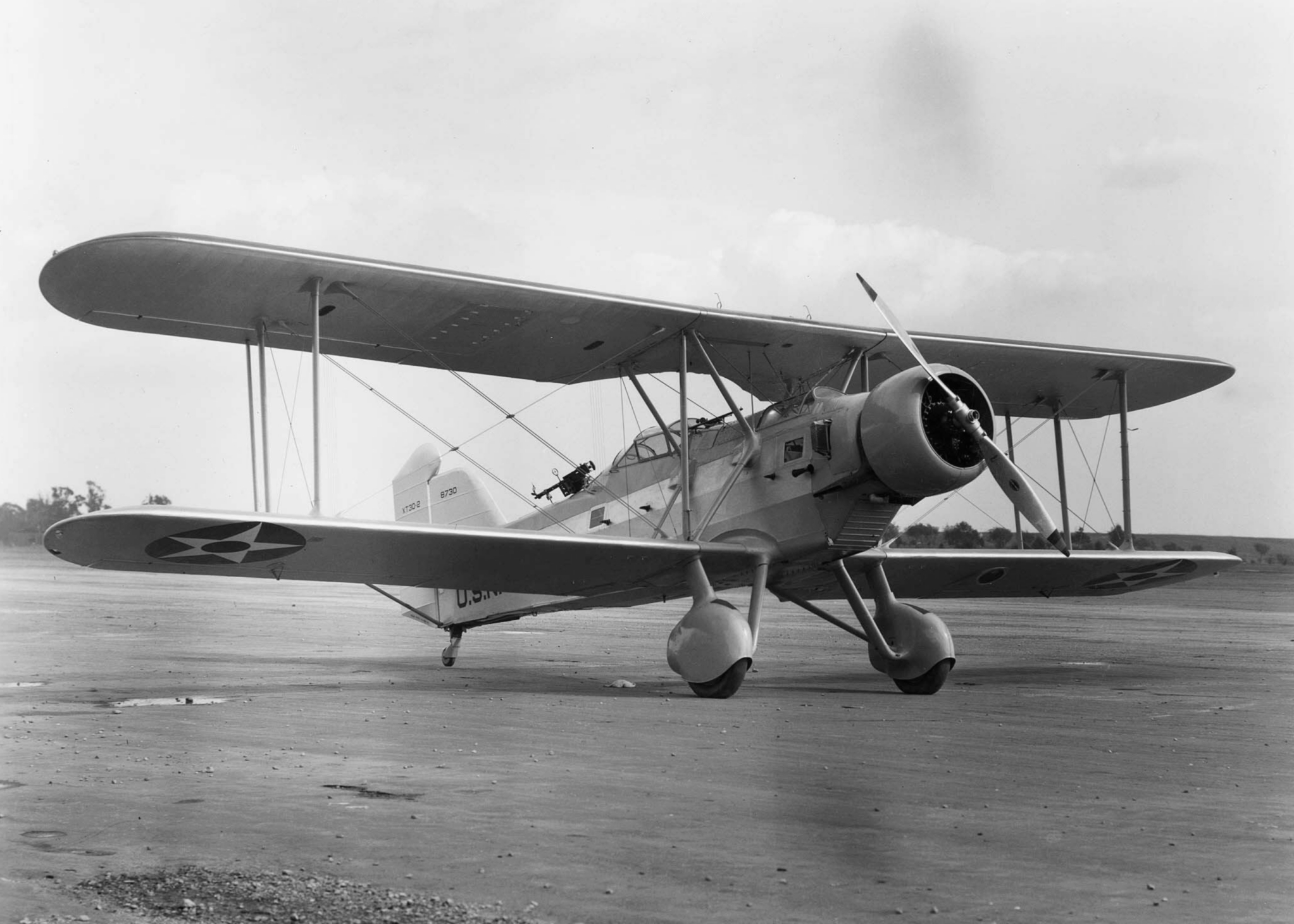
Douglas XT3D-2